# Zhangjiakou
Zhangjiakou, dawniej Kałgan (chiń. 张家口; pinyin Zhāngjiākǒu; mong. ᠬᠠᠭᠠᠯᠭᠠᠨ) – miasto o statusie prefektury miejskiej w Chinach, w prowincji Hebei, na północny zachód od Pekinu. W 2010 liczba mieszkańców miasta wynosiła 857 555. Prefektura miejska w 1999 liczyła 4 436 907 mieszkańców.
Ośrodek przemysłu maszynowego, hutniczego, elektrotechnicznego, spożywczego i włókienniczego. W 2022 odbyły się konkursy skoków narciarskich i niektóre inne konkurencje Zimowych Igrzysk Olimpijskich w ośrodku Snow Ruyi National Ski Jumping Centre. Znajduje się tu również port lotniczy Zhangjiakou.

## Podział administracyjny
Prefektura miejska Zhangjiakou podzielona jest na:
- 4 dzielnice: Qiaoxi, Qiaodong, Xuanhua, Xiahuayuan,
- 13 powiatów: Xuanhua, Zhangbei, Kangbao, Guyuan, Shangyi, Yu, Yangyuan, Huai’an, Wanquan, Huailai, Zhuolu, Chicheng, Chongli.